# Guardiagrele
Guardiagrele är en ort och kommun i provinsen Chieti i regionen Abruzzo i centrala Italien. Den hade 8 881 invånare (2018), på en areal av 56,50 km². Kommunen gränsar till kommunerna Casoli, Castel Frentano, Filetto, Orsogna, Palombaro, Pennapiedimonte, Rapino, San Martino sulla Marrucina samt Sant'Eusanio del Sangro. Orten ligger vid foten av Majellabergen.